# Борго Боско (Ферара)
Борго Боско (итал. Borgo Bosco) је насеље у Италији у округу Ферара, региону Емилија-Ромања.
Према процени из 2011. у насељу је живело 25 становника. Насеље се налази на надморској висини од 10 м.